# 545 (số)
545 (năm trăm bốn mươi lăm)(số La Mã: DXLV) là một số tự nhiên nằm ngay sau số 544 và nằm ngay trước số 546.